# Rejon romodanowski
Rejon romodanowski (ros. Ромодановский район, erzja Рамаданбуе, moksza Ромодановань аймак) – jednostka administracyjna wchodząca w skład Republiki Mordowii w Rosji.
W granicach rejonu usytuowane są m.in. miejscowości: Romodanowo (centrum administracyjne rejonu), Ałtary, Annienkowo, Biełoziere, Konstantinowka, Koczunowo, Kuriłowo, Lipki, Romodanowskij Machorkosowchoz, Puszkino, Pietina, Sałma, Trofimowszczina.